# Osage
För orten i Wyoming, se Osage, Wyoming.
Osager är den etablerade benämningen på en siouxspråkig indiannation vars egen benämning på sig är Ni-u-kon-ska ("de mellersta vattnens barn"). Namnet "osage" bygger på två tidiga försök att skriva namnet på en av stammens underavdelningar, Wah-sha-she, med europeiska alfabet. De fransmän som stött på Wah-sha-she vid Missourifloden i slutet av 1600-talet skrev Ouazhaghi, vilket engelsmän sedan i sin tur försökte omskriva fonetiskt till engelska med resultatet "ozazge".

## Demografi

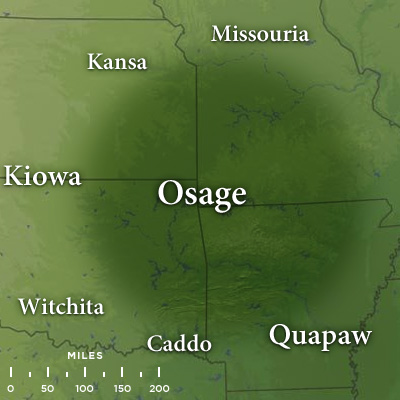
Karta som visar osagernas bosättningsområde i slutet av 1600-talet.

2000 fanns det enligt US Census Bureau 15 897 personer i USA som ansåg sig vara osager. De tillhör den förmodligen rikaste indiannationen i USA, på grund av att det lilla och mycket karga indianreservat som de tvångsförflyttats till visade sig innehålla stora oljefyndigheter och ett villkor för att gå med på flytten hade varit att alla naturresurser skulle tillkomma osagerna. Det gjordes dock omfattande och ideliga försök att frånta osagerna deras rikedomar på olika sätt, bland annat genom att samtliga osager sattes under (vit) förvaltare så att de inte kunde disponera över sina egna pengar. Precis som många andra stammar tvingades osager gå i katolska skolor där de uppfostrades enligt den vita mannens seder och osagerna tillhör numer de nationer som i det närmaste fullständigt har tappat sitt språk och sina gamla traditioner.

## Språket
Osagerna talade dhegiha, en västlig siouxdialekt, och tillhörde sannolikt den andra av fyra, på språkhistoriska grunder postulerade, siouxmigrationer västerut. Det är åtminstone helt klart att osagerna tillhör de siouxtalande stammar som redan i förhistorisk tid bosatt sig väster om Mississippifloden i gränsområdet mot den stora prärien. Osagespråket är sannolikt i dag (2008) ett utdött språk då det 1992 endast återstod fem ålderstigna talare. Nyare tillförlitliga uppgifter om återstående talare saknas.
Osagernas närmaste språkliga och genetiska släktingar var de likaledes dhegihatalande Ko'n-za (Kansa) och U-mo'n-ho’n (Omaha), samtliga stammar som man med relativt stor säkerhet kan anta har uppkommit genom utbrytningar från en större gemenskap under förhistorisk tid, möjligen just under och på grund av förflyttningar västerut. Kansaspråket (19 talare återstod 1990) är i det närmaste identiskt med osagernas liksom alla viktiga ritualer. Omahaerna har några smärre avvikelser i kulturmönstret och något större språkliga.
Andra med dessa språkligt närbesläktade stammar är Ni-sho-dse (Missouri), U-ga-xpa (Quapaw) och Paw-hah'n (Ponca). Det rör sig generellt om relativt små språkliga skillnader. Avståndet mellan de olika siouxspråken var inte större än att osagerna med viss hjälp av teckenspråk tämligen obehindrat kunde kommunicera även med de avlägset besläktade egentliga siouxerna och assiniboinerna. Osagerna kallade den östligaste siouxgruppen, dakotaerna, för Pa-ba-wa-xo’n (”de hugger av huvudet”), vilket anknyter till namngivningsprinciper man använde för fiender. Släktskapen med de avlägsnare grenarna på siouxträdet tycks alltså inte ha varit alltför hjärtlig.

## Ursprung
Den tidigaste fasta boplats som osagernas muntliga traditioner nämner var vid en stor flod i öster, troligen Ohiofloden, vars stränder de lämnade senast i slutet av 1500-talet. Inte långt efter det gick de över Ni-u-tonkah (”stort vatten”), Mississippifloden. På västra sidan hittade de ett stort obefolkat område som de snabbt tog i besittning och sedan framgångsrikt försvarade mot de stammar som senare gjorde intrång, framför allt pawneerna vilka i osagetraditionerna framstår som deras arvfiender.
Osagerna, med allierade stammar, behärskade ett mycket stort landområde väster om Mississippifloden vid tiden för deras första belagda kontakt med fransmännen 1673. Områdets norra gräns gick från Mississippi västerut, först längs Ni-sho-dse (Missourifloden) och därefter följde den Kansas River, floden som likt delstaten fått sitt namn efter kansastammen, och vidare mot nordväst längs Republican River. Den södra gränsen gick på ett ungefär efter Canadian River och Arkansas River. 
De två största osagebyarna låg 1673, enligt en karta ritad detta år av en ’’fader Marquette’’ (Jacques Marquette), i nuvarande Vernon County i den sydvästliga delen av nuvarande delstaten Missouri. Den största byn ska då ha legat vid Marmiton River och den näst största vid Little Osage River.

## Historia

### Franska perioden 1673-1763

#### Allianser
Fransmännen tillämpade vid sin ankomst till osagernas område sin sedvanliga strategi att alliera sig med den stam som föreföll att vara den militärt starkaste. Valet föll på de enligt fransk måttstock mycket storväxta osagerna som av andra stammar i området beskrevs som skräckinjagande just på grund av sin längd. Alliansen ledde snabbt till att osagerna blev regionens bäst beväpnade stam med mängder av eldvapen och masstillverkade tomahawkyxor av stål.
Osagerna betraktade sina nya allierade, vilka de kallade I’n-shta-heh (”de kraftiga ögonbrynen”), som i grunden rätt motbjudande och illaluktande varelser som av något för osagerna outgrundligt skäl aldrig tvättade sig, men eldvapnen och stålyxorna gjorde att man ansåg sig kunna uthärda deras närvaro. Tidiga franska besökare i sin tur blev lätt lyriska i sina beskrivningar av de långa osagekrigarna och särskilt kvinnorna, vilkas sedvänja att bada i floden varje dag, oavsett vattentemperatur, säkert bidrog till att deras milda örtparfymer av fransmännen beskrevs som doftafrodisiaka. Alliansen förstärktes snart av att många franska handelsmän gifte sig med osagekvinnor.

#### Handelsförbindelser
Fort d’Orléans, den första fasta handelsstationen vid Missourifloden, kunde byggas 1723, på flodens norra sida, på gränsen mellan osagernas och missouristammens områden och med bådas godkännande. Parterna hade vid det laget stabiliserat sina relationer och handeln blomstrade. Det enda som kunde rubba systemets balans - och också gjorde det - var att fransmännen, som på andra håll, inledde vapenförsäljning till sina allierades fiender. Osagerna blev mycket irriterade över detta, eftersom fransmännen därmed beväpnade pawneer och andra caddostammar, samtidigt som de uppmuntrade osagerna att tillfångata dem och sälja dem som slavar till fransmännen. Osagerna hade mycket svårt att förstå den franska policyn att beväpna de stammar de ville förslava och därmed förorsaka större förluster bland sina allierade.

#### Konflikter med fransmännen
Trots att försäljningen av eldvapen till caddostammarna mest skedde för att motarbeta försök till intrång från britter och spanjorer var det oacceptabelt för osagerna. Slutet av den franska perioden kännetecknas därför av successivt allt vanligare övergrepp från osagernas sida mot franska handelsmän som försökte passera deras område för att handla med andra stammar. Fransmännen blev helt enkelt rånade på alla sina varor av osagerna och om de protesterade riskerade de dessutom att bli nermejade, vilket mot mitten av 1700-talet blev en allt vanligare utgång på möten mellan osager och fransmän. Osagerna etablerade gradvis en policy som gick ut på att de dödade fransmän och stal deras varor varje gång det kunde ske utan större risk för en omfattande handelsblockad mot dem. Den franske guvernören för Louisiana, Vaudereuil, beklagade sig över detta i ett brev 1748, där han skrev att franska ’’voyageurs’’ nästan dagligen blev trakasserade och ofta dödade av osagerna trots att ”öppet krigstillstånd” inte rådde mellan Louisiana och osagerna. Från en nära allians hade alltså situationen på 25 år försämrats till den grad att den nu beskrevs närmast som ett informellt krigstillstånd. Någon hjälp från osagerna i konflikterna med engelsmän och spanjorer kunde fransmännen inte längre räkna med.

### Spanska perioden 1763-1803
Att osagernas område 1763 i ett europeiskt rättsligt perspektiv övergick från fransk till spansk kontroll ledde inledningsvis inte till några ändringar alls. Inga spanska trupper anlände till området. De franska handelsmännen stannade dessutom kvar med den spanska överhetens goda minne och fortsatte sina affärer som om ingenting hade hänt. Eftersom osagerna också fortsatte att råna handelsmän ansåg sig dock så småningom den spanska viceguvernören Athanase de Mézières sig tvungen att agera och 1777 försökte han utan framgång övertala pawneerna att bidra med en styrka för att straffa osagerna för deras övergrepp. Nästa spanska försök gjordes förhandlingsvägen 1787 men det utmynnade endast i ett ordkrig som inte ledde till något konkret.
Ungefär vid denna tid började också engelska handelsmän dyka upp hos osagerna och deras grannstammar, vilket oroade spanjorerna betydligt mer än det att osagerna rånade fransmän på deras varor. De ledande franska handelsmännen Maxent, Laclede och Chouteau började bygga nya och bättre fort i området, för att gardera sig mot en brittisk och senare amerikansk militär invasion. Spanjorerna gav, oroade av den brittiska och amerikanska infiltrationen, upp planerna på att ingripa militärt mot osagerna och generalguvernören i New Orleans Esteban Miró utlyste i stället en handelsblockad mot dem och det fick effekt. I början av november 1791 anlände fyra osagehövdingar med ett följe av 32 krigare till S.t Louis för att förhandla med den spanske kommendanten Manuel Perez. I sin rapport 8 november 1791 meddelar Perez att osagerna i sin tur satt alla andra stammar i blockad. De hade inte för avsikt att släppa förbi en enda flodbåt med varor till andra stammar förrän blockaden mot dem lyftes.
Den 22 december 1792 utfärdade den spanska ledningen en formell krigsförklaring mot osagerna och uppmanade alla spanska medborgare att döda alla osager de mötte. Inget hände dock förrän i augusti 1793 då en stor styrka osager lämnade sitt kärnområde för att gå på krigsstigen mot I-spa-tho. De anföll några spanska bosättningar men tydligtvis mest för att sätta sig i respekt, endast ett fåtal spanjorer dödades men för det mesta nöjde sig de krigsmålade osagerna med att skrämma civilbefolkningen på flykt. Efter att krig utbröt mellan Spanien och Frankrike självdog kriget mot osagerna utan att en enda spansk militäraktion företagits.
Därefter märkte osagerna inte mycket av att de tillhörde det spanska väldet. Inte heller Louisianaterritoriets kortvariga återgång till Frankrike påverkade deras liv det minsta. Något som kom att få betydligt större betydelse för dem var en av den franska administrationens sista åtgärder innan Louisiana såldes till USA. Den 12 juni 1802 fick den före detta spanske kolonialtjänstemannen Manuel Lisa ensamrätt på all handel med osagerna efter att ha lyckats övertyga myndigheterna om att han kunde hålla dem lugna i fortsättningen.

### Osagerna och USA 1803-24

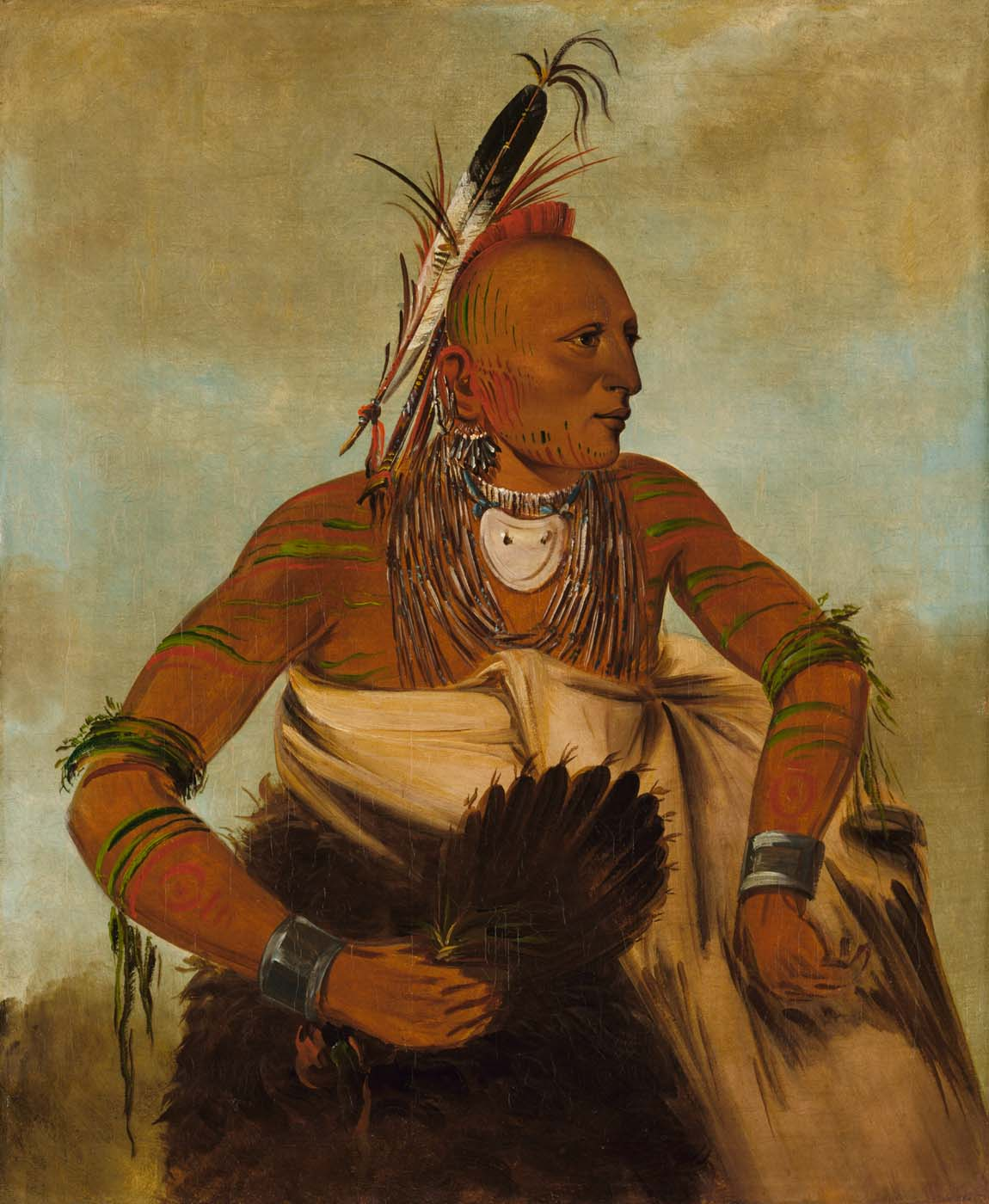
Osagekrigare målad för dans. Örnfjädern på huvudets högra sida visar att han är en Hunkah, vänster sida hade signalerat Tzi-sho, den andra av osagernas två huvudgrupper. Målning av George Catlin 1834

#### Amerikansk infiltration
Efter USA:s köp av Louisianaterritoriet började en ny tid för osagerna. De verkar inte ha noterat Lewis och Clarks färd genom deras område. Däremot väckte Zebulon Pikes militära expedition till området 1806 en viss uppståndelse hos osagerna, trots att Pikes hela styrka endast omfattade ett tjugotal soldater. Pike hade bland annat uppdraget att undersöka hur områdets ”bad indians”, till vilka osagerna fick veta att de räknades, bäst skulle kunna pacificeras. Pikes uppdrag försvårades dock medvetet på olika sätt av Manuel Lisa som inte hade för avsikt att avstå några av sina upparbetade handelsförbindelser till USA:s regering. Lisa försåg osagerna med stora mängder eldvapen och ammunition och såg till att hans anställda propagerade bland osagerna om amerikanernas allmänna opålitlighet. Relationen mellan USA och osagerna kom alltså från början att präglas av ömsesidigt misstroende.
Ett av Pikes uppdrag var att bereda plats väster om Mississippi för de östliga indianstammar som tvingats västerut av USA:s territoriella expansion och därigenom i sitt sökande efter nya boplatser kommit i konflikt med västligare stammar. Osagerna bemötte denna påtvingade indianexpansion västerut lika aggressivt som de bemötte vita nybyggare som kom över Mississippi och började jaga på den västra sidan utan att ha en aning om – eller bry sig i – att de var på osagernas territorium. Antalet fynd av skalperade och ofta även huvudlösa lik efter vita nybyggare, cherokeser, potawatomier, kickapooer och andra nykomlingar inom osageområdet väster om Mississippi ökade snabbt under 1800-talets två första årtionden.

#### Fredsförhandlingar
Redan 1808 hade situationen blivit så allvarlig att guvernören Meriwether Lewis, efter samråd med Thomas Jefferson, beordrade den ansvarige tjänstemannen Auguste Pierre Chouteau att ordna ett fredsmöte med osagerna så att avtal om vissa begränsade landavträdelser med dem kunde ingås och en buffertzon upprättas innan situationen eskalerade utom all kontroll. Samtidigt organiserade krigsministeriet i hemlighet en styrka bestående av 800 krigare från de östliga stammarna, vilken under ledning av choctawhövdingen Pushmataha skulle anfalla osagerna om ett avtal inte kom till stånd. Lewis inlade dock ett bestämt veto mot planen. 
De tillkallade hövdingarna, av vilka flera inte erkändes som sådana av osagerna själva, ”skrev under” avtalet vars text översatts till dem av Chouteau och som innebar de första landavträdelser osagerna någonsin gjort frivilligt. När avtalet var undertecknat marscherade 160 amerikanska infanterister under befäl av George C. Sibley in på osagernas område och började bygga Fort Osage, USA:s första fasta militära anläggning väster om Mississippi.

#### Krig med cherokeserna
Relationen mellan osagerna och cherokeserna fortsatte trots avtalet att försämras eftersom de sistnämnda inte respekterade avtalets gränsdragningar mer än vita päls- och buffeljägare gjorde och snart var kriget i full gång. Cherokeserna organiserade 1821 ett krigståg in på osagernas område men det spårade ur till en ren slakt på gamlingar, kvinnor och barn i ett osageläger vars krigare var ute och jagade. Cherokesernas huvudstyrka som letade efter osagekrigarna överraskades av dem när de slagit läger för kvällen och tvingades strida till fots mot de beridna osagerna. Ett stort antal cherokeser stupade och osagerna meddelade efteråt de amerikanska myndigheterna att när de var klara med vinterjakten avsåg de att gå in i cherokesernas område och döda allihopa eftersom ”de långa knivarna” inte kunde hålla dem borta från osagernas område.

#### Amerikansk militär närvaro
I februari 1822 anlände amerikanska militära förstärkningar till gränsområdet med uppdraget att dels försöka förhindra ett fullskaligt krig mellan osagerna och de östliga stammarna, dels att sätta stopp för de hundratals kommersiella jägare, som systematiskt bröt mot avtalet med osagerna genom att jaga på deras område. Det förstnämnda lyckades man med, det andra var inte genomförbart i praktiken eftersom en av huvudorganisatörerna för den illegala jakten var en överste i USA:s armé, Curtis Welborn. Den 9 augusti 1822 tecknades ett fredsavtal mellan osager och cherokeser, vilket löste det ena problemet. 
Det andra problemet försökte osagerna lösa själva genom att 17 november 1823 döda överste Welborn och fyra buffeljägare vid en överraskningsattack mot ett illegalt jaktläger i närheten av Red River, en händelse som av USA:s armé efteråt i vanlig ordning betecknades som en ”massaker”. Att Welborn ertappats av osagerna i en situation som teoretiskt kunde ha resulterat i avsked och ett långt fängelsestraff framgick inte på något sätt av militärens officiella rapportering. Två osagehövdingar dömdes till döden för mord, men benådades och frigavs av president Adams 21 mars 1825, efter att han informerats om de faktiska omständigheterna genom ett brev av den förre guvernören för Missouri Alexander McNair.

#### Förflyttning till Kansas
På sikt blev det österifrån kommande trycket av vita och de östliga stammar som de pressade västerut framför sig ohållbart. Redan 1824 uppskattades antalet vita, cherokeser och övriga ”irokeser” som illegalt uppehöll sig på osagernas område till cirka 2000. Osagerna satte i system att dekapitera ertappade inkräktare och sätta deras huvuden på pålar för att avskräcka andra. De östliga stammarna drabbades samma år av akut hungersnöd eftersom viltet i deras område utrotats av kommersiell jakt och de tvingades jaga på osagernas område för att överhuvudtaget ha en chans att överleva vintern. Den enda lösning USA:s regering kunde komma på, var att tvinga osagerna längre västerut. De fick välja mellan ett fullskaligt krig mot både de östliga stammarna och USA:s armé eller att skriva på ett nytt avtal som dikterades för dem. Enligt osagernas uppfattning innebar beslutet att de bestraffades för att vita jägare stulit maten av cherokeserna och för att USA:s regering inte klarade av att hålla illegala inkräktare borta från deras område.
Väl medveten om fakta i målet kallade William Clark osagerna till det möte 1825 som ledde till att de i praktiken tvångsförvisades till ett litet reservat i södra Kansas. Avtalet skrevs på 2 juni 1825 och innebar att osagerna ”för att regeringen skulle kunna beskydda stammarna...och göra slut på striderna och fientligheten dem emellan” avstod största delen av sitt område till USA mot ett årligt underhåll om 7000 dollar att utbetalas i 20 år och mot att USA övertog alla osagernas skulder till de privata handelsmännen i Missouri, totalt drygt 4000 dollar. Clark ansåg personligen att fördraget var det sämsta någonsin för indianer som han på något sätt medverkat till och det kom att plåga hans samvete resten av livet. Han yttrade efteråt enligt Ethan A. Hitchcock att: ”…if he was to be damned hereafter it would be for making that treaty”.

### Osagerna och USA 1825-70

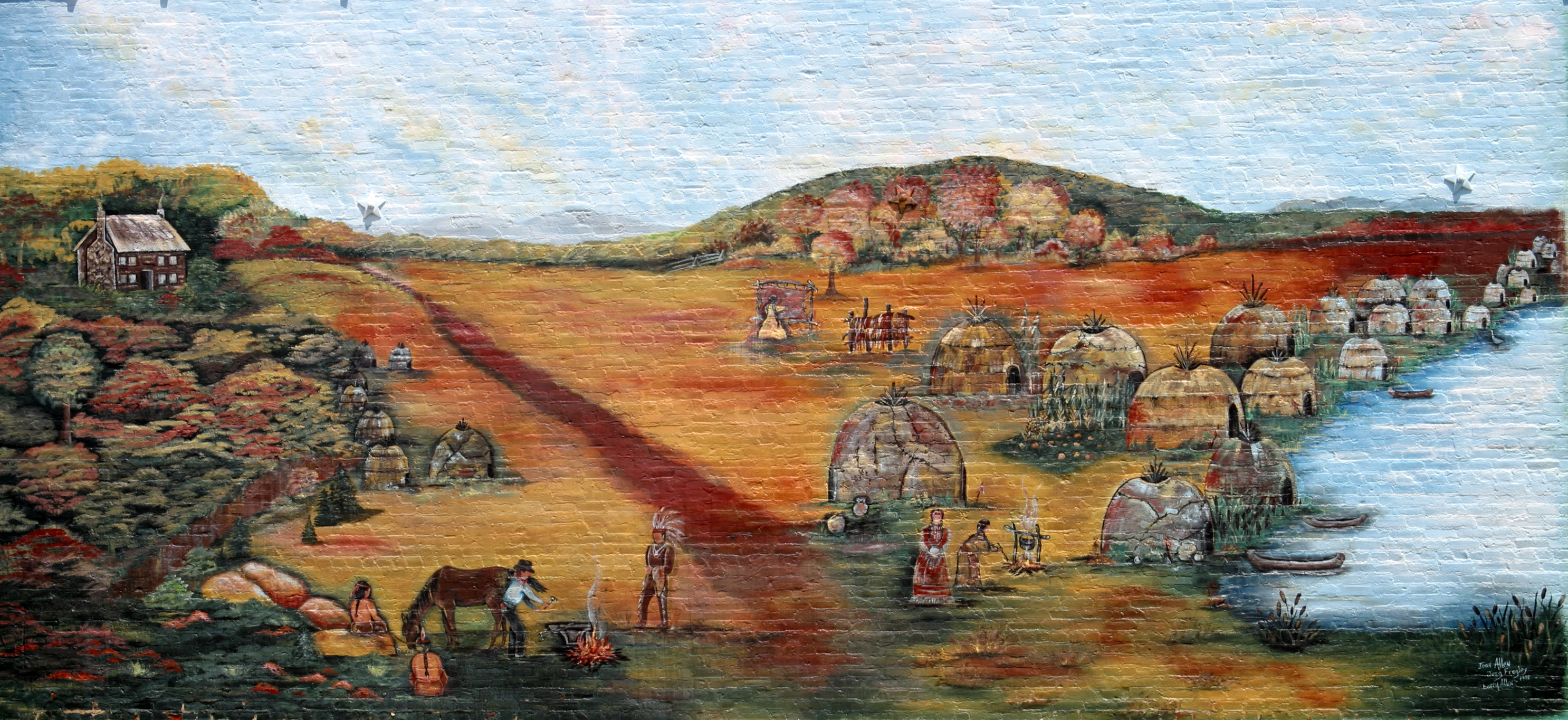
White Hair's Village 1841. Modern väggmålning som visar en osageby där idag staden Oswego, Kansas ligger.

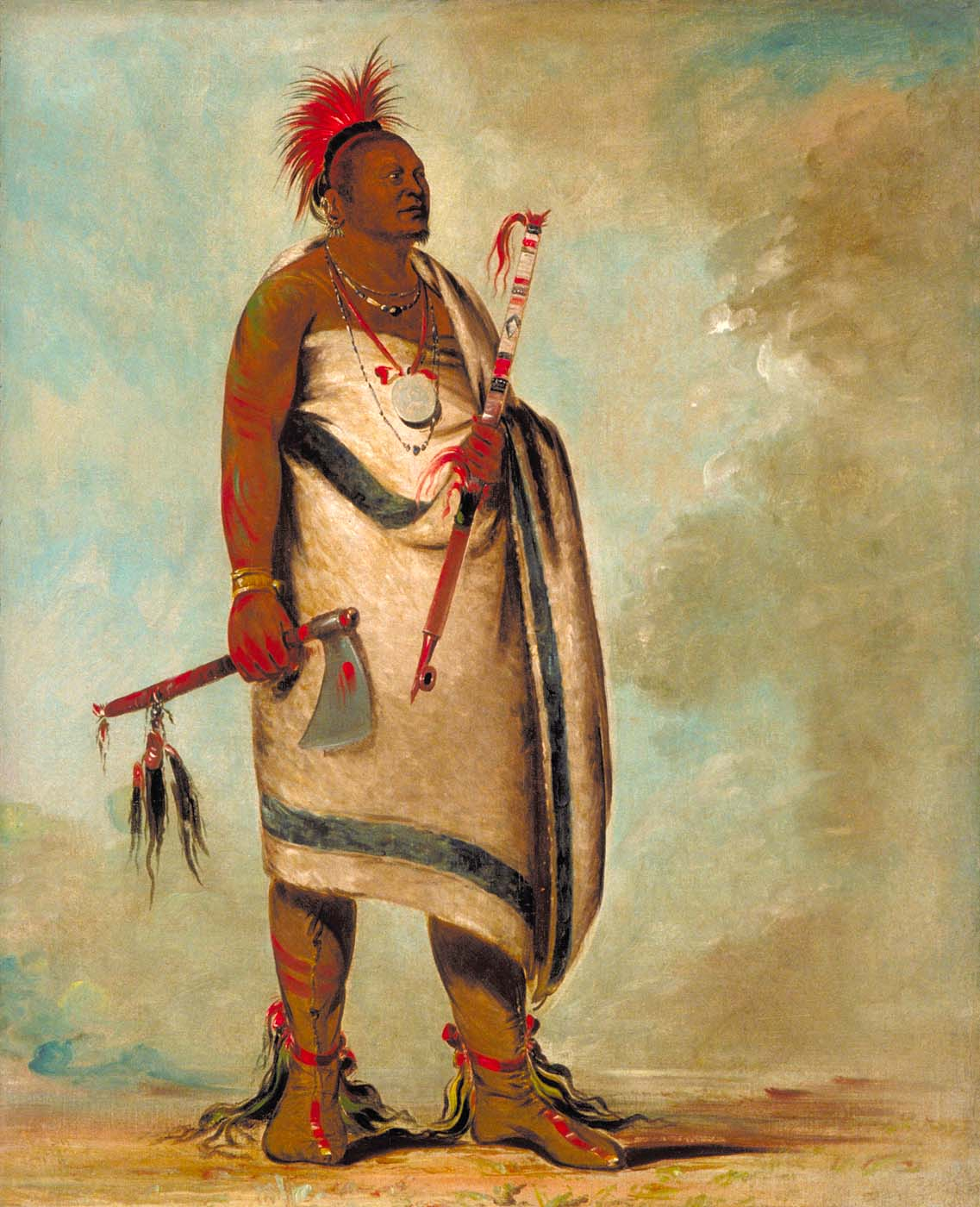
Shonka sabe ("svart hund"), hövding för Hunkah, den största osagegruppen. Enligt samtida vittnen var han cirka 200–210 cm lång och vägde cirka 120–130 kg. Målad av George Catlin 1834.

#### Reservat i Kansas
Det var inte helt lätt att få in alla osager i reservatet. I själva verket dröjde det ända till 1839 innan den sista tredjdelen tvingats bort från sitt gamla område som nu tillhörde cherokeserna och väster om den cirka 40 km breda buffertzon som skapats med 1825 års avtal. Cherokeserna och de andra östliga stammarna hade då ökat ytterligare i antal genom det drastiska beslut som president Jackson genomdrev 1830: alla indianer öster om Mississippi skulle tvångsförflyttas till västra sidan. Samtidigt som cherokeser, choctawer, creek, med flera stammar på grund av detta beslut och dess genomdrivande längs den så kallade ”trail of tears” snabbt ökade i antal på osagernas gamla område började vita nybyggare illegalt uppehålla sig i buffertzonen. 

#### Konflikter med andra grupper
Osagernas årliga underhåll var för litet eftersom det inte längre kunde drygas ut med tillräckligt mycket jaktbyte och osagerna, som aldrig varit prärieindianer annat än under jaktsäsongerna tvingades allt längre ut på prärien där allt fler stammar konkurrerade om allt färre bufflar. Trängseln skapade aggression. Osagernas brutala anfall mot kiowaerna ”året de högg av deras huvuden” (1833) var en händelse som under ”normala” omständigheter aldrig hade ägt rum. Osagerna och kiowaerna var traditionellt inte fiender och inte konkurrenter om något, varken hästar eller bufflar. Men de vitas ohejdade expansion och rovjakt tvingade stammar som tidigare sällan mötts allt närmare varandra. Snart var osagerna i konflikt även med ”stornäsorna” (arapahoerna) om de återstående jaktmarkerna. Det som mest lindrade osagernas ständiga brist på föda var att de också drabbades av flera kolera- och smittkoppsepidemier som åren 1830-65 minskade deras antal med tusentals individer och därmed minskades även deras totala behov av mat.

#### Amerikanska inbördeskriget
Under det amerikanska inbördeskriget förblev osagerna inte neutrala. Ett band valde konfederationen, men omkring 80 procent anslöt sig formellt till unionen, även om de inte deltog i strider. Officiella siffror anger att osagekrigare dödade 22 av konfederationens soldater vid det enda tillfälle under kriget de stötte på sådana. Händelsen var en slump som utlöstes av att en sydstatsofficer öppnade eld mot osagerna som kom för nära. De uppretade osagerna dödade då hela kontingenten utan att just då veta eller bry sig så värst om de var nord- eller sydstatare.

#### Landavträdelser
Efter krigsslutet informerades osagerna att eftersom de decimerats så kraftigt av smittkoppor, kolera och mässling så ansåg USA:s regering att de inte längre behövde ett så stort reservat. Den 29 september 1865 undertecknades därför ett avtal enligt vilket osagerna nu blivit så fattiga att de ville sälja en del av sitt reservat för att förbättra sin ekonomi. Osagerna, som inte brytt sig om att lära sig engelska, eftersom de avskydde engelsktalande (många talade utmärkt franska), ”undertecknade” avtalet på sedvanligt sätt genom att vidröra pennan medan skrivaren antecknade deras namn – såsom han uppfattade dem. En del kan därför faktiskt identifieras som hövdingar men en del kan inte identifieras alls.
Kansas hade vid det laget utsatts för en explosionsartad befolkningsökning. De vita var nu betydligt fler i delstaten (sedan 1861) än alla indianer av olika stammar tillsammans. Deras uppfattning om samexistensen var i allmänhet att den var omöjlig och att indianerna måste bort. Detta försökte man åstadkomma genom systematiska trakasserier och intrång i reservaten. När osagerna 1869 återvände från en lyckad vinterjakt inställdes firandet när de upptäckte att en av deras byar inom reservatet förstörts helt och deras gravfält skändats av vita kansasbor. Det var bara en av många sådana händelser i Kansas under 1860-talets sista år.

#### Förflyttning till Oklahoma
Den 15 juli 1870 bestämde USA:s kongress att osagerna skulle flyttas från Kansas till Oklahoma för deras eget bästa, eftersom den federala regeringen inte längre ansåg sig kunna skydda dem från de vita kansasborna. Resterna av det reservat i Kansas som osagerna 1825 fått sig tilldelat ”för all framtid” tvångsinlöstes för 2,5 miljoner dollar och osagerna flyttades till Indian Territory i Oklahoma, närmare bestämt till nuvarande Osage County, som i norr gränsar till Kansas. Huvuddelen av osagerna lever fortfarande där.

### Osagerna efter 1870

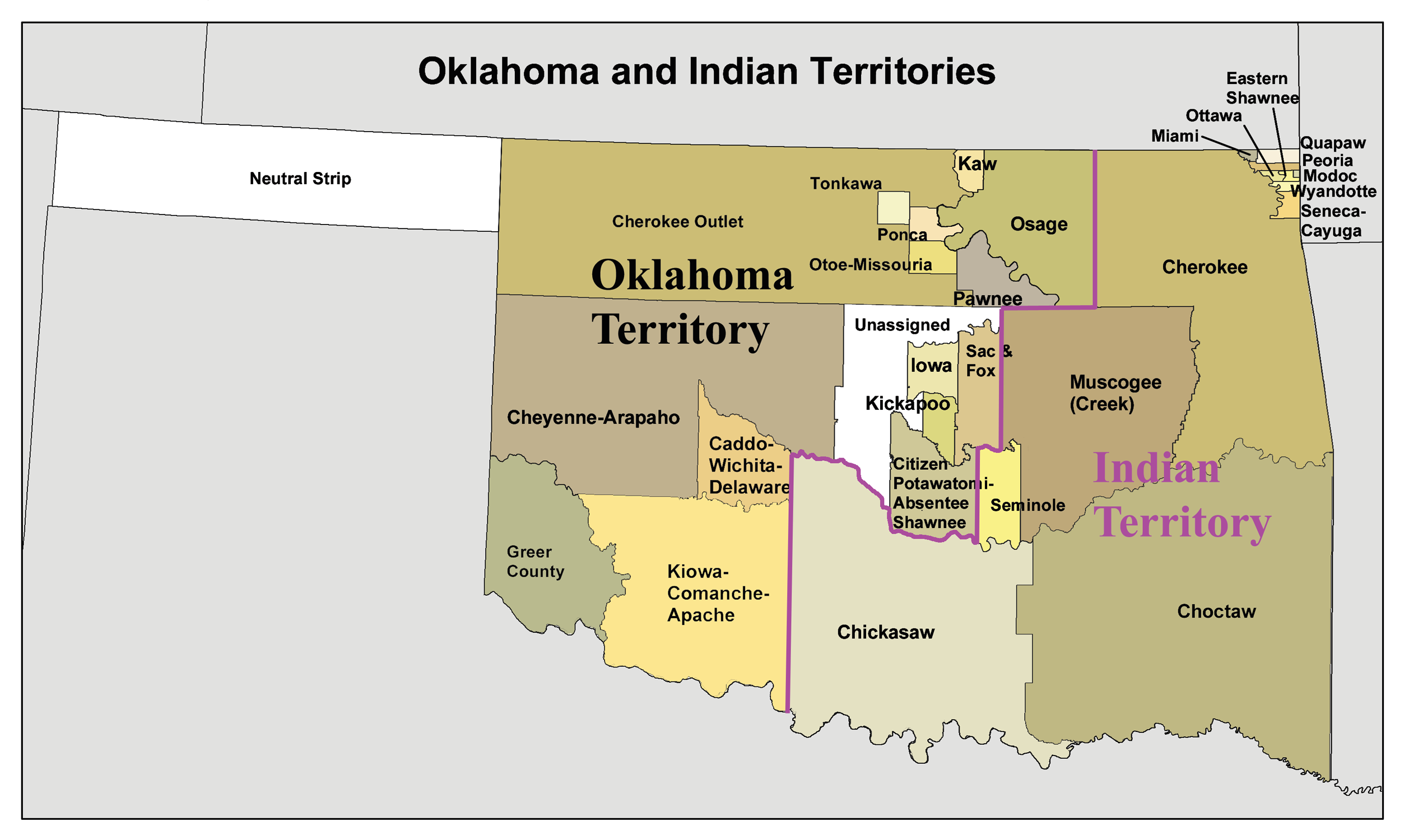
Osagereservatet i Oklahoma cirka 1890.

#### Reservat i Oklahoma
Det dröjde långt in på hösten 1870 innan osagerna anlände till sitt nya reservat i Oklahoma. Vad deras federala tjänsteman inte visste var att de tillbringat en del av sensommaren i överläggningar med comancher och kiowaer som hade "erbjudit dem pipan", d.v.s. bjudit in dem till ett sista stort krigståg mot USA. Anbudet gick ut på att eftersom man inte kunde besegra de vita och ett liv utan bufflar och frihet var meningslöst, var det lika bra att dö i strid och med förenade styrkor ta så många av de gemensamma fienderna som möjligt med sig i döden. Efter en lång diskussion avböjde osagerna pipan och påbörjade sin färd till reservatet, där de på regeringens uppdrag räknades och totalresultatet rapporterades 5 juni 1872 till 3 956 individer. Knappt 50 år tidigare, 1825, hade enbart antalet vuxna osagekrigare beräknats till cirka 9 000.
Den sista organiserade buffeljakten för osagernas del ägde rum 1876 och gav ett så dåligt utfall att hövdingarna bestämde sig för att lägga ner denna tidigare livsviktiga stamtradition som meningslös. Visserligen hade osagerna ännu jakträtt i västra Kansas men dess utnyttjande överläts nu till vars och ens personliga val.

#### Indiannation
Nyårsaftonen 1881 utfärdade osagerna en konstitution med cherokesernas motsvarande dokument som förebild och grundade därmed den indiannation, Osage Nation, som därefter representerade stammen i alla officiella sammanhang. Vid reservatets huvudkontor grundades deras huvudstad som fick sitt namn efter hövdingen Pawhiuskah ("vitt hår") och numera heter Pawhuska.

#### Individualisering och avstyckning
Osagerna avböjde vid inträdet i Oklahoma-reservatet ett anbud från USA att stycka det till personliga ägolotter. De bestämde att all osagernas egendom, med undantag för deras cirka 12 000 hästar, skulle förvaltas gemensamt. Frågan om uppdelning av reservatet i individuella ägolotter kom upp igen 1894 och förkastades än en gång. Det som aktualiserade frågan var misstankarna om att det fanns olja under jorden inom reservatets område, misstankar som kort därefter bekräftades officiellt och 28 oktober 1897 restes det första oljeborrtornet strax utanför Pawhuska.

### 1900-tal - olja, rikedom och mord
Nästa uppdelningsförslag 1906 gick igenom utan motstånd "eftersom alla osager nu var rika i alla fall på grund av oljan". De individuella markandelarna omfattade 658 acres (ca 266 hektar). När Oklahoma blev USA:s 46:e delstat 16 november 1907, omvandlades reservatet samtidigt till ett vanligt administrativt distrikt, ovannämnda Osage County. Detta ledde efter en utdragen diskussion till att indianerna fick rösträtt i USA, eftersom det läge som uppstod när indianreservaten gjordes om till countyn vars invånare saknade rösträtt var oförenlig med konstitutionen.
Tack vare oljefyndigheterna har osagernas moderna historia blivit en framgångssaga som är mycket ovanlig bland USA:s urbefolkningar. Oljerättigheterna innebar stora rikedomar för många osager, men genom lagstiftning infördes ett förmynderisystem där osager inte fritt kunde disponera sin rikedom - detta lockade många lycksökare och under 1920-talet skedde minst ett tjugotal mord på osager bl.a. med syfte att komma åt pengar från deras värdefulla markrättigheter. Vit lokalbefolkning försvårade utredning, men det just då nyinrättade FBI kunde lösa flera av dessa brott. 